# مریم ابوذهاب
مریم ابوذهاب،(به انگلیسی: Mariam Abou Zahab) با نام اصلی ماری پیر والکمن، اسلام‌شناس و محقق فرانسوی و پژوهشگر مؤسسه ملی زبان‌ها و تمدن‌های شرقی است. وی به دلیل منعکس کردن وضعیت شیعیان افغانستان و پاکستان در تحقیقات آکادمیک در کتاب شبکه‌های اسلام‌گرا مشهور است. او را بنا بر وصیتش، در اول نوامبر ۲۰۱۷ در نجف به خاک سپرده‌اند.

## زندگی‌نامه
مریم ابوذهاب در فوریه سال ۱۹۵۲ در خانواده‌ای کاتولیک متولد شد. وی در سن ۱۸ سالگی اسلام آورد و به تشیع و اهل بیت گروید. او همچنین چند بار به زیارت عتبات مشرف شد. وی فارغ‌التحصیل رشته علوم سیاسی از دانشگاه پاریس بوده و سال‌ها در مؤسسه ملی زبان‌ها و تمدن‌های شرقی (INALCO) در پاریس به عنوان استاد و پژوهشگر فعال بود. او در زمینه روابط اجتماعی شیعیان و سنی‌های پاکستان و افغانستان تحقیقات و مقالات زیادی را ارائه کرده‌است.

## کتاب‌ها
- مریم ابوذهاب و اولیویه روآ (Olivier Roy) شبکه‌های اسلامگرا: روابط افغانستان-پاکستان ۲۰۰۲ شابک ‎۹۷۸−۲−۷۴۶۷۰۲۳۹−۴.[۵][۶]
  - چاپ در کتاب جلد کاغذی، Hachette-Littératures مجموعه Pluriel سال ۲۰۰۴ شابک ‎۹۷۸-۲-۰۱۲۷۹۱۹۴-۷.
  - در زبان انگلیسی تحت عنوان:  شبکه‌های اسلامگرا: افغانستان-پاکستان اتصال, Columbia University Press, The CERI سری در سیاست تطبیقی و مطالعات بین‌المللی, ۲۰۰۴ شابک ‎۹۷۸-۰-۲۳۱۱۳۳۶۴-۷.

## مرگ
این اسلام‌شناس مسلمان فرانسوی که پس از مسلمان شدن نام مریم ابوالذهب را برای خود برگزیده بود، بنابر وصیتنامه‌اش در نجف تشییع شد و در حسینیه‌ای در جاده نجف به کربلا در نزدیکی عمود شماره ۱۷۲ به خاک سپرده شد.

## پژوهش
این استاد و پژوهشگر فرانسوی نقش فعالی در منعکس‌کردن وضعیت شیعیان پاکستان و افغانستان ایفا کرد و همواره در فضای آکادمیک و تبلیغاتی غرب شرایط شیعیان پاکستان و افغانستان را مطرح می‌کرد.